# ریتیا
ریتیا (به بلغاری: Ritya) یک منطقهٔ مسکونی در بلغارستان است که در شهرستان دریانوو واقع شده‌است.